# Hospital Universitari de Sant Olaf
L'Hospital universitari de Sant Olaf o simplement l'Hospital de Sant Olaf (en noruec: St. Olavs Hospital) és un hospital de Trondheim, Noruega, situat a la zona d'Øya. És part del complex de l'Hospital de Sant Olaf que inclou tots els hospitals de Sør-Trøndelag i, per tant, és indirectament propietat de l'Estat. Coopera estretament amb la Universitat Noruega de Ciència i Tecnologia en la investigació i en l'educació dels metges. La universitat porta el nom d'Olaf II de Noruega, també conegut com a Sant Olaf.
Va realitzar 274.441 somàtiques i 88.692 consultes psiquiàtriques el 2005 amb 8.691 empleats i un pressupost de 5100000000 corones noruegues.